# São Félix do Piauí
São Félix do Piauí is een gemeente in de Braziliaanse deelstaat Piauí. De gemeente telt 3.201 inwoners (schatting 2009).